# Marcel Chappin
Marcel Jean Joseph Gustave (Marcel) Chappin SJ (Nijmegen, 31 januari 1943 – Rome, 24 december 2021) was een Nederlands priester, theoloog en kerkhistoricus.
Chappin behaalde zijn Gymnasium A diploma aan het Canisius College in Nijmegen en studeerde daar filosofie aan het Berchmanianum. In 1961 trad hij in bij de Jezuïeten op Mariëndaal. Hij studeerde geschiedenis aan de Universiteit van Amsterdam en theologie aan de Pauselijke Universiteit Gregoriana. In 1976 werd hij door kardinaal Alfrink tot priester gewijd. Chappin behaalde in 1982 zijn doctoraat kerkgeschiedenis met het proefschrift: Pie VII et les Pays-Bas. Tensions religieuses et tolérance civile 1814-1817. Sinds 1981 doceerde hij aan Gregoriana moderne en hedendaagse kerkhistorie. Van 1994 tot 2001 was Chappin archivaris aan de universiteit.
Van 1996 tot 2010 leidde hij het historisch archief van het Secretariaat voor de Relaties met Staten, een van de twee onderdelen van het Staatssecretariaat van de Heilige Stoel. In 2007 benoemde paus Benedictus XVI Chappin tot vice-prefect van het Vaticaans Geheim Archief onder prefect Sergio Pagano.
In 2000 werd hij benoemd tot ridder in de Orde van de Nederlandse Leeuw.
- Bibliothèque nationale de France: cb12677237h (data)
- Gemeinsame Normdatei: 1043914560
- International Standard Name Identifier: 0000 0001 2028 6825
- Library of Congress Control Number: n85177913
- Nationale Bibliotheek van Tsjechië: xx0317471
- Nationale bibliotheek van Australië: 49782306
- Nationale Bibliotheek van Israël: 987007354303205171
- Nederlandse Thesaurus van Auteursnamen: 070617872
- Réseau des bibliothèques de Suisse occidentale: 02-A003095615
- Système universitaire de documentation: 146631862
- Virtual International Authority File: 75292126
- WorldCat: E39PBJxGX6M4RYmmYw6K7hy68C